# Modisimus mckenziei
Modisimus mckenziei är en spindelart som beskrevs av Willis J. Gertsch 1971. Modisimus mckenziei ingår i släktet Modisimus och familjen dallerspindlar. Inga underarter finns listade i Catalogue of Life.